# Discographie de Gérard Lenorman
Cet article regroupe la discographie de Gérard Lenorman. Au cours de sa carrière, il a sorti 18 albums studio, quatre albums en public, au moins quatre compilations, six super 45 tours et 60 singles.

## EP
| Date | Face A / Face B                                                                   | Maison de disques |
| ---- | --------------------------------------------------------------------------------- | ----------------- |
| 1968 | Reste une chanson - Le Vagabond / Roule ma bille - À cœur la vague                | Disc'AZ           |
| 1968 | Rêve - Les Filles de la plage / Tu viens d'avoir vingt ans - Le soleil est revenu | Disc'AZ           |
| 1968 | Nocturne (Et puis...) - Pluie / Quatre pas du paradis - Le Marchand d'étoiles     | Disc'AZ           |
| 1969 | Si les murs pouvaient parler - Cœur aux nuages / Apocalypse - La Fille de paille  | Festival          |
| 1977 | Gentil dauphin triste - Voici les clés / La Ballade des gens heureux - Michèle    | CBS               |
| 1978 | Vénus ou bien Venise - Les Cathédrales / Marie - De toi                           | CBS               |

## Singles

### Années 1960
| Année | Face A / Face B                   | Album           | Maison de disques |
| ----- | --------------------------------- | --------------- | ----------------- |
| 1968  | Rêve / Tu viens d'avoir vingt ans | Gérard Lenorman | Disc AZ           |
| 1969  | Sueva / Le Radeau                 | Gérard Lenorman | Festival          |
| 1969  | Apocalypse / Cœur aux nuages      | Gérard Lenorman | Festival          |

### Années 1970
| Année | Face A / Face B                                                             | Meilleur classement | Meilleur classement | Meilleur classement | Meilleur classement | Album                | Maison de disques |
| Année | Face A / Face B                                                             | FRA                 | WAL                 | ROM                 | TUR                 | Album                | Maison de disques |
| ----- | --------------------------------------------------------------------------- | ------------------- | ------------------- | ------------------- | ------------------- | -------------------- | ----------------- |
| 1970  | Où vais-je aller (Where I go) / Laissez entrer le soleil (Let the sunshine) | —                   | —                   | —                   | —                   | Gérard Lenorman      | Festival          |
| 1970  | Je partirai / J'ai besoin d'exil                                            | —                   | —                   | —                   | —                   | Gérard Lenorman      | Festival          |
| 1971  | Il / Rien n'est plus beau                                                   | 2                   | 8                   | —                   | —                   | Les Matins d'hiver   | CBS Inc.          |
| 1972  | De toi / Plus de soleil au lever du jour                                    | 2                   | 5                   | 1                   | 22                  | Les Matins d'hiver   | CBS Inc.          |
| 1972  | Le Petit Prince / La Fête des fleurs                                        | 7                   | 17                  | 7                   | —                   | Les Matins d'hiver   | CBS Inc.          |
| 1972  | Les Matins d'hiver / Le Chemin                                              | 3                   | 17                  | 5                   | —                   | Les Matins d'hiver   | CBS Inc.          |
| 1973  | Les Jours heureux / N'en parlez pas                                         | 7                   | 23                  | —                   | —                   | Les Matins d'hiver   | CBS Inc.          |
| 1973  | Si tu ne me laisses pas tomber / Mourir au champ d'amour                    | 3                   | 13                  | —                   | —                   | Quelque chose et moi | CBS Inc.          |
| 1973  | Le Magicien / Après tant de souvenirs                                       | 15                  | 26                  | —                   | —                   | 45 tours seulement   | CBS Inc.          |
| 1974  | Quelque chose et moi / Soldats ne tirez pas                                 | 1                   | 6                   | —                   | 7                   | Quelque chose et moi | CBS Inc.          |
| 1974  | Je n'ai jamais rencontré Dieu / Je voudrai devenir berger                   | —                   | —                   | —                   | —                   | Quelque chose et moi | CBS Inc.          |
| 1974  | C'est le Noël du monde / La Prière                                          | —                   | —                   | —                   | —                   | Noël du monde        | CBS Inc.          |
| 1974  | Sur le chemin de la vie / Je vous écris                                     | 10                  | 19                  | —                   | —                   | Gérard Lenorman 1975 | CBS Inc.          |

| Année | Face A / Face B                                                        | Meilleur classement | Meilleur classement | Meilleur classement | Meilleur classement | Meilleur classement | Meilleur classement | Meilleur classement | Album                | Maison de disques         |
| Année | Face A / Face B                                                        | FRA                 | FLA                 | WAL                 | DAN                 | P-B                 | QC                  | ROM                 | Album                | Maison de disques         |
| ----- | ---------------------------------------------------------------------- | ------------------- | ------------------- | ------------------- | ------------------- | ------------------- | ------------------- | ------------------- | -------------------- | ------------------------- |
| 1975  | Et moi je chante / Bonjour les petits enfants                          | 18                  | —                   | 22                  | —                   | —                   | —                   | —                   | Gérard Lenorman 1975 | CBS Inc.                  |
| 1975  | La Belle et la Bête / Marie                                            | —                   | —                   | 32                  | —                   | —                   | —                   | —                   | Gérard Lenorman 1975 | CBS Inc.                  |
| 1975  | La Ballade des gens heureux / Le Funambule                             | 3                   | 6                   | 3                   | 1                   | 2                   | 1                   | —                   | 45 tours seulement   | CBS Inc.                  |
| 1976  | Michèle / Et je t'aime                                                 | 4                   | —                   | 5                   | —                   | —                   | 2                   | —                   | Drôles de chansons   | CBS Inc.                  |
| 1976  | Gentil dauphin triste / On n'est jamais content                        | 2                   | —                   | 2                   | —                   | —                   | 3                   | —                   | Drôles de chansons   | CBS Inc.                  |
| 1976  | Voici les clés / Comme une chanson bizarre                             | 1                   | 3                   | 1                   | —                   | 2                   | 3                   | —                   | Drôles de chansons   | CBS Inc.                  |
| 1977  | Sous d'autres latitudes / Et puis lentement                            | —                   | —                   | 22                  | —                   | —                   | 4                   | —                   | Drôles de chansons   | CBS Inc.                  |
| 1977  | Au-delà des rêves / La Jeune Fille à bicyclette                        | —                   | —                   | —                   | —                   | —                   | —                   | —                   | Au-delà des rêves    | CBS Inc.                  |
| 1977  | Elles s'en vont les amours / Un ami                                    | 9                   | —                   | 15                  | —                   | —                   | 9                   | 3                   | 45 tours seulement   | Carrère                   |
| 1977  | L'Enfant des cathédrales / Monsieur le grand patron                    | 6                   | —                   | 44                  | —                   | —                   | 37                  | —                   | 45 tours seulement   | Caroline Melody - Carrère |
| 1978  | Lilas / Dieu est amoureux                                              | 14                  | —                   | —                   | —                   | —                   | 9                   | —                   | Nostalgies           | Caroline Melody - Carrère |
| 1978  | So Long Maria / Freedom                                                | —                   | —                   | —                   | —                   | —                   | —                   | —                   | Nostalgies           | Caroline Melody - Carrère |
| 1978  | Chante en anglais / Les Champs de la ville                             | 17                  | —                   | —                   | —                   | —                   | —                   | —                   | 45 tours seulement   | Caroline Melody - Carrère |
| 1979  | Boulevard de l'océan / Y'a plus de printemps                           | 19                  | —                   | —                   | —                   | —                   | 3                   | —                   | Boulevard de l'océan | Caroline Melody - Carrère |
| 1979  | La Fête de juillet-juillet / Réconciliation de Bob Dylan et Rockfeller | 19                  | —                   | —                   | —                   | —                   | 13                  | —                   | Boulevard de l'océan | Caroline Melody - Carrère |
| 1979  | Une chanson / Ça va                                                    | —                   | —                   | —                   | —                   | —                   | —                   | —                   | 45 tours seulement   | Caroline Melody - Carrère |

### Années 1980 et 1990
| Année | Face A / Face B                                                     | Meilleur classement | Meilleur classement | Meilleur classement | Album                     | Maison de disques                       |
| Année | Face A / Face B                                                     | FRA ,               | P-B                 | QC                  | Album                     | Maison de disques                       |
| ----- | ------------------------------------------------------------------- | ------------------- | ------------------- | ------------------- | ------------------------- | --------------------------------------- |
| 1980  | Si j'étais président / La Gadoue                                    | 5                   | 28                  | —                   | La Clairière de l'enfance | Caroline Melody - Carrère               |
| 1980  | La Clairière de l'enfance / Frédéric et l'OVNI                      | —                   | —                   | 10                  | La Clairière de l'enfance | Caroline Melody - Carrère               |
| 1981  | Maman-amour / Frédéric et l'OVNI                                    | —                   | —                   | 1                   | La Clairière de l'enfance | Tembo                                   |
| 1981  | Warum mein vater (Pourquoi mon père) / Lettre à Dieu                | —                   | —                   | —                   | D'amour                   | Caroline Melody - Carrère               |
| 1981  | Entre Provence et Normandie / Y'a plus d'amour                      | —                   | —                   | 27                  | 45 tours seulement        | Caroline Melody - Carrère               |
| 1981  | Chanson d'innocence (The Sound of Silence) / Merci (merci pour moi) | —                   | —                   | 2                   | D'amour                   | Caroline Melody - Carrère               |
| 1982  | La Petite Valse / Chanson d'innocence (The Sound of Silence)        | 9                   | —                   | 26                  | D'amour                   | Caroline Melody - Carrère               |
| 1982  | Amour de pluie / J'voulais seulement être un artiste                | —                   | —                   | —                   | D'amour                   | Caroline Melody - Carrère               |
| 1982  | Les Animaux musiciens                                               | —                   | —                   | —                   | 45 tours seulement        | Caroline Melody                         |
| 1982  | On a volé la rose (en public le 09/07/82 à Carpentras) / J'écris    | 15                  | —                   | 26                  | Le Soleil des tropiques   | Caroline Melody                         |
| 1983  | Vive les vacances / Jane                                            | —                   | —                   | 11                  | Le Soleil des tropiques   | Caroline Melody                         |
| 1983  | Douchka                                                             | —                   | —                   | 33                  | Le Soleil des tropiques   | Caroline Melody                         |
| 1983  | Un bon petit diable B.O.F.                                          | —                   | —                   | —                   | 45 tours seulement        | Ariola                                  |
| 1983  | Pierrot chanteur / Tu t'rappelles plus de rien                      | —                   | —                   | —                   | 45 tours seulement        | Ariola                                  |
| 1984  | Amoureux encore / De toi pour moi                                   | —                   | —                   | —                   | 45 tours seulement        | Ariola                                  |
| 1985  | Fière et nippone / Toujours là (Amoureux de toi)                    | —                   | —                   | 50                  | Fière et nippone          | Ariola                                  |
| 1985  | Les Mains sur le volant / Château de paille                         | —                   | —                   | 22                  | Fière et nippone          | Ariola                                  |
| 1986  | Jean-Sébastien / Jamais deux sans trois                             | —                   | —                   | —                   | 45 tours seulement        | Charles Tahar Records - Pathé Marconi   |
| 1986  | Le Bleu des regrets (Take My Breath Away) / Vacances en France      | —                   | —                   | 40                  | 45 tours seulement        | Caroline Melody                         |
| 1987  | La Saison des pluies / Vide ton verre et n'y pense plus             | —                   | —                   | —                   | Heureux qui communique    | Caroline Melody - Charles Tahar Records |
| 1988  | Chanteur de charme (Eurovision 1988) / Heureux qui communique       | —                   | —                   | 34                  | Heureux qui communique    | Caroline Melody - Charles Tahar Records |
| 1988  | Je suis un con / Le Vieux Chanteur blanc                            | —                   | —                   | —                   | Heureux qui communique    | Caroline Melody - Charles Tahar Records |
| 1989  | Tous les enfants du monde (avec les Petits Chanteurs de Bondy)      | —                   | —                   | —                   | 45 tours seulement        | WH - Carrère                            |
| 1989  | Père Noël (avec Clémence)                                           | —                   | —                   | —                   | 45 tours seulement        | EMI                                     |
| 1990  | Montfort-l'Amaury                                                   | —                   | —                   | —                   | Il y a...                 | BMG - Carrère                           |
| 1992  | Moi vivant                                                          | —                   | —                   | —                   | Il y a...                 | Arcade                                  |
| 1993  | Histoires d'amour                                                   | —                   | —                   | —                   | Il y a...                 | Tréma                                   |
| 2000  | Solitaire                                                           | —                   | —                   | —                   | La Raison de l'autre      | M Label                                 |
| 2011  | Voici les clés (avec Tina Arena)                                    | 48                  | —                   | —                   | Duos de mes chansons      | Play On                                 |

### Singles promotionnels
| Date | Titre                                    | Album                |
| ---- | ---------------------------------------- | -------------------- |
| 1972 | Lui / Nella sera                         | 45 tours uniquement  |
| 1976 | Noël perdu / C'est le Noël du monde      | Noëls du monde       |
| 1978 | Marie Colombe / So Long Maria            | Nostalgies           |
| 1979 | L'estate se ne va / In fondo è tutto qui | En single uniquement |
| 1994 | 90's Generation                          | En single uniquement |
| 2000 | Si on s'aimait vraiment                  | La Raison de l'autre |
| 2001 | C'est peut être les anges...             | La Raison de l'autre |